# Typopeltis crucifer
Espèce
Synonymes
- Typopeltis formosanus Kraepelin, 1897
- Typopeltis crucifer kochi Schwangart, 1906

Typopeltis crucifer est une espèce d'uropyges de la famille des Thelyphonidae.

## Distribution
Cette espèce se rencontre à Taïwan et au Japon dans l'archipel Nansei.

## Description
La femelle holotype mesure 38 mm.

## Publication originale
- Pocock, 1894 : Notes on the Thelyphonidae contained in the collection of the British Museum. Annals and Magazine of Natural History, sér. 6, vol. 14, p. 120–134 (texte intégral).